# Mathurin Régnier
Mathurin Régnier (* 21. Dezember 1573 in Chartres; † 22. Oktober 1613 in Rouen) war ein französischer Satirendichter.
Régnier war der Neffe des Dichters Philippe Desportes. 1587 ging er im Dienst von Kardinal François de Joyeuse nach Rom. 1609 wurde er zum Domherrn von Chartres ernannt. Seine sechzehn Satiren, die das alltägliche Leben und typische Figuren seiner Zeit behandeln, sind im Stil von Horaz und Juvenal verfasst. Die Sprache ist volkstümlich und farbenreich. Als sein bedeutendstes Werk gilt die Satire Macette.

## Ausgaben
- Jean Plattard (Hrsg.): Mathurin Régnier: Œuvres complètes. Les Belles Lettres, Paris 1965 (Nachdruck der Ausgabe Paris 1930)